# ひのくにランド
ひのくにランドは、かつて熊本県宇土市花園町に存在した遊園地。

## 歴史
地元の鮮魚卸業者の大海水産が母体となり、1972年7月に運営会社「ひのくにランド株式会社」を設立し、1975年（昭和50年）3月に開業。総面積33万平米の敷地内に、宴会場や結婚式場を備えたリゾートホテルや、変形50mプール・スライダー付き25mプール・ちびっこプールといったプール施設や、ジェットコースター・2000人収容のホール・レストラン等を設置。
開園当初は年間約50万人の来場者数を記録し、1980年頃には約40万人と推移し、1987年には冬期の集客のためアイススケート場が新設された。
しかし開業が石油ショック後だったこともあり初期投資がかさみ他のレジャー施設との競合もあり経営が悪化し1990年頃には年間来場者数が約30万人となり従業員の大幅削減等の合理化を図ったが1990年6月には約36億円の売却額で、大海水産から東京都の不動産業者の建財（当時の社長はレイトンハウスの赤城明）に売却。当時熊本県内で検討していたサーキット建設計画と合わせた相乗効果を見込み、新所有者の建財改めレイトンによって、1991年には旧来のプール・アイススケート場を改装する形で、全天候型プールの「アクアランド」が新設された。
末期の1995年度には来場者数が年間24万人程度にとどまり、来場者数減少・施設の老朽化や、所有者であったレイトンの経営悪化のため、1996年（平成8年）9月1日に休園した。敷地は翌1997年9月に宅地として売却された。
その後、跡地は大型ニュータウン「くまなん花園台レイクタウン」となっている。

## 主な施設
遊園地
- 観覧車
- ゴーカート
- ジェットコースター
- メリーゴーラウンド
- アストロジェット
- チェーンタワー
- コーヒーカップ
- サンタフェ鉄道
- バイキング
- スリラー館
- レッドバードン
- スピンチェア
- ペダルボート
- マジックハウス

その他施設
- 運動場（15,000平米）
- 宿泊施設（105室・定員500名）
- レジャープール
- プラネタリウム